# カンパーニア級防護巡洋艦
| カンパニア級防護巡洋艦 | カンパニア級防護巡洋艦 |
| ---------------------- | --- |
| 画像をアップロード     | |
| 艦級概観               | |
| 艦種                   | 防護巡洋艦 |
| 艦名                   | 州名 |
| 前級                   | リビア |
| 次級                   | - |
| 性能諸元               | |
| 排水量                 | 常備：2.778トン 満載：3.187トン |
| 全長                   | 83.1m 76.8m（水線長） |
| 全幅                   | 12.7m |
| 吃水                   | 5.9m |
| 機関                   | 石炭専焼水管缶4基 +直立型三段膨張式レシプロ機関2基2軸推進 |
| 最大 出力              | 4,821hp（バジリカータ：4,000hp） |
| 最大 速力              | 15.5ノット |
| 航続 距離              | 10ノット/5,100海里 |
| 燃料                   | 石炭：420トン（満載） |
| 乗員                   | 204名 |
| 兵装                   | アームストロング 1892年型 15.2cm（40口径）単装速射砲6基 アームストロング 1916年型 7.62cm（40口径）単装速射砲4基 アームストロング 5.7cm（40口径）単装速射砲8基 オチキス 3.7cm（43口径）単装機砲8基 |
| 装甲                   | 甲板：25mm（主甲板、最厚部） 司令塔：53mm（側盾）、-mm（天蓋） |

カンパーニア級防護巡洋艦（Incrociatori leggeri per servizi coloniali della classe Campania）はイタリア海軍が建造した巡洋艦の艦級である。植民地警備用の巡洋艦「カラブリア」の代艦として、カステラマーレ・ディ・スタビア造船所で2隻が建造された。外国文献では防護巡洋艦として扱われることもあるが、イタリア海軍における正式類別は植民地用巡洋艦であり、防護巡洋艦としては低速かつ軽装甲な艦であった。また、練習艦としての能力を備えており、士官候補生100名を乗艦させることが可能だった。

## 艦形
本級の船体形状は乾舷の高い平甲板型船体で艦首から艦首甲板上に「アームストロング 1892年型 15.2cm（40口径）速射砲」を防盾の付いた単装砲架で1基、その背後に頂上部に見張り所を設けた簡素なマストが立ち、司令塔を組み込んだ箱型艦橋の後部に1本煙突が立つ。主砲の一部は舷側の砲郭部にも配置され、砲郭は前後に間隔を開けて配置され、15.2cm速射砲を片舷2基を配置した。煙突の周囲は煙管型の通風筒が立つ艦載艇置き場となっており、艦載艇置き場の後部には基部にジブ・クレーンの付く後部マストが1本立ち、その後ろの後部甲板上に防盾の付いた6番主砲が1基配置された。船体の側面部には植民地警備時の通風を良くするために至る所に舷窓が開けられた。

## 主砲、その他備砲
本級の主砲には建造元のイタリアがイギリス企業に依存していたため「アームストロング 1892年型 15.2cm（40口径）速射砲」を採用した。この砲はイギリス前弩級戦艦「ロイヤル・サブリン級」やイタリア前弩級戦艦「レ・ウンベルト級」の副砲にも採用されている優秀砲である。その性能は45.3kgの砲弾を、最大仰角15度で9,140mまで届かせられた。この砲を単装砲架で前後の甲板上に1基ずつと舷側ケースメイト（砲郭）配置で片舷2基ずつ計6基を配置した。俯仰能力は仰角15度・俯角3度である。旋回角度は舷側方向を0度として左右150度の旋回角度を持つ、砲身の俯仰・砲塔の旋回・砲弾の揚弾・装填は主に人力を必要とした。発射速度は1分間に5～7発と速かった。
他に対水雷艇迎撃用に「アームストロング 7.6cm（40口径）単装速射砲」を採用した。その性能は6.5kgの砲弾を、最大仰角42度で10,000mまで届かせられた。この砲を単装砲架で計4基を配置した。俯仰能力は仰角42度・俯角10度である。旋回角度は甲板上は360度の旋回角度を持っていたが実際は上部構造物に射界を制限された。舷側配置は150度の旋回角度を持っていた。砲身の俯仰・砲塔の旋回・砲弾の揚弾・装填は主に人力を必要とした。発射速度は1分間に15発と速かった。
「カンパーニア」は1921年に砲艦任務に就くにあたって備砲を15.2cm速射砲4基と小口径砲数基に減少した。

## 同型艦
- カンパーニア（Campania）

カステラマーレ造船所で1913年起工、1914年7月23日進水、1917年4月竣工。1921年7月1日に砲艦に類別変更。1932年に練習艦に類別。1937年3月11日に除籍後解体処分。
- バジリカータ（Basilicata）

カステラマーレ造船所で1913年起工、1914年7月23日進水、1917年8月竣工。1919年8月13日にポートサイド近郊のタウフィーク（Tewfik）で主缶爆発により大破沈没後、1920年に浮揚したが状態が悪く。1921年7月にイタリアでスクラップ業者に売却後、解体処分。